# Dragomirești (gmina w okręgu Neamț)
Dragomirești – gmina w Rumunii, w okręgu Neamț. Obejmuje miejscowości Borniș, Dragomirești, Hlăpești, Mastacăn, Unghi i Vad. W 2011 roku liczyła 2231 mieszkańców.